# Alfred Żądło
Alfred Żądło (ur. 28 października 1928 w Sudole, zm. 6 stycznia 2019) – polski działacz partyjny i państwowy, przewodniczący Prezydium Miejskiej Rady Narodowej w Rzeszowie (1963–1971).

## Życiorys
Syn Stanisława i Janiny. Absolwent dwuletniego kursu w Szkole Partyjnej przy KC PZPR. W latach 1945–1948 członek Związku Walki Młodych, od 1946 w szeregach Polskiej Partii Robotniczej, a od 1948 w Polskiej Zjednoczonej Partii Robotniczej.
Od 1951 był referentem Wydziału Kadr Komitetu Wojewódzkiego PZPR w Rzeszowie, następnie do 1956 instruktor i zastępca kierownika Wydziału Ekonomicznego tegoż komitetu. W 1959 został sekretarzem Komitetu Zakładowego PZPR w Wytwórni Sprzętu Komunikacyjnego „PZL-Rzeszów”. Następnie w ramach Komitetu Miejskiego PZPR w Rzeszowie zajmował stanowisko sekretarza ds. ekonomicznych (1959–1963) i członka egzekutywy (1959–1970). Od 3 stycznia 1963 do 8 stycznia 1971 pełnił funkcję przewodniczącego Prezydium Miejskiej Rady Narodowej w Rzeszowie. Związał się zawodowo ze spółdzielczością mieszkaniową.
Został pochowany na Cmentarzu Wilkowyja w Rzeszowie.